# Teresin

Teresin är en närort till Warszawa, Polen. Teresins kommun har ungefär 15 000 invånare. I Teresin finns den berömda Niepokalanowkyrkan, som grundlades av helgonet Maximilian Kolbe. Kristna från hela världen vallfärdar hit för att besöka kyrkan.
Krzysztof Rutkowski, den berömde privatdetektiven föddes och växte upp här.
Teresins kommun innehåller samtliga orter: Paprotnia, Kaski, Elzbietow, Szymanow, Seroki och Teresin Gaj.